# مستغانم
مستغانم (بالأمازيغية : ⵎⵓⵙⵜⴰⵖⴰⵏⵎ) ، مدينة جزائريّة ساحليّة تطلّ على البحر الأبيض المتوسط وعاصمة ولاية مستغانم. بلغ عدد سكان حوالي 120 ألف نسمة سنة 2018 وبذلك تعد خامس اكبر مدينة في الغرب بعد وهران وتلمسان و تيارت و سيدي بلعباس. شهدت تذيل الترتيب في عدد السياح بسبب الغلاء الفاحش و كثرة القمامة [بحاجة لمصدر]

## التسمية
تعددت الفرضيات بخصوص تسمية مستغانم إلى العديد التأويلات والشروحات أبرزها:
1. مشتى غانم أي المنطقة الشتوية لغانم مربي الغنم
2. مسك الغنائم
3. موريستاغا وهو إسم روماني[5]
4. وهناك من قال أن إسمها بربري ومعناه كوخ القصب

## جغرافيا

### تضاريس
تُظهر التضاريس في منطقة مستغانم الممتدة على بعد 3 كيلومترات تباينًا كبيرًا في الارتفاع، حيث يصل تباين الارتفاع إلى 197 مترًا ومتوسط الارتفاع فوق مستوى سطح البحر 84 مترًا. في حدود 16 كيلومتراً، هناك اختلافات كبيرة في الارتفاع (402 متر). في الـ 80 كيلومترًا، هناك اختلافات كبيرة جدًا في الارتفاع (970 مترًا).
المنطقة الواقعة على بعد ميلين من مستغانم مغطاة بالأسطح الاصطناعية (43%)، والمياه (21%)، والتربة العارية (11%)، وعلى مسافة 10 أميال بالمياه (44%) والأراضي الزراعية (42%)، وعلى مسافة 80 كيلومترًا المياه (44%) والأراضي الزراعية (34%).

### مناخ
| البيانات المناخية لـ{{{location}}} | البيانات المناخية لـ{{{location}}} | البيانات المناخية لـ{{{location}}} | البيانات المناخية لـ{{{location}}} | البيانات المناخية لـ{{{location}}} | البيانات المناخية لـ{{{location}}} | البيانات المناخية لـ{{{location}}} | البيانات المناخية لـ{{{location}}} | البيانات المناخية لـ{{{location}}} | البيانات المناخية لـ{{{location}}} | البيانات المناخية لـ{{{location}}} | البيانات المناخية لـ{{{location}}} | البيانات المناخية لـ{{{location}}} | البيانات المناخية لـ{{{location}}} |
| الشهر                              | يناير                              | فبراير                             | مارس                               | أبريل                              | مايو                               | يونيو                              | يوليو                              | أغسطس                              | سبتمبر                             | أكتوبر                             | نوفمبر                             | ديسمبر                             | المعدل السنوي                      |
| ---------------------------------- | ---------------------------------- | ---------------------------------- | ---------------------------------- | ---------------------------------- | ---------------------------------- | ---------------------------------- | ---------------------------------- | ---------------------------------- | ---------------------------------- | ---------------------------------- | ---------------------------------- | ---------------------------------- | ---------------------------------- |
| المصدر #1:                         |                                    |                                    |                                    |                                    |                                    |                                    |                                    |                                    |                                    |                                    |                                    |                                    |                                    |
| المصدر #2:                         |                                    |                                    |                                    |                                    |                                    |                                    |                                    |                                    |                                    |                                    |                                    |                                    |                                    |

## تاريخ مستغانم

### ماقبل التاريخ
منطقة مستغانم كانت مأهولة بالسكان منذ عصور ما قبل التاريخ، عندما استقر الإنسان الأول هناك. يعود موقع المجدوب إلى فترة العصر الحجري الأول. تعود الآثار الأولى للوجود البشري في المنطقة إلى حوالي 30 ألف سنة قبل الميلاد.

أهم المستوطنات الرومانية بشمال إفريقيا

### تاريخ قديم
عرفت المدينة قديما بمينائها الفينيقي المسمى «موريستاقا» (Muristaga). وأعاد بناءها الرومان في زمن الإمبراطور غالينوس (260 - 268) كما عرفت باسم «كارطيناي» (ِCartennae).

### العهد الإسلامي

#### العهد المرابطي
كانت المدينة من مجالات قبيلة زناتة الهامة ممثلة بفرعها مغراوة والتي كان مجالها الرئيسي بين تلمسان وتنس. دخلها المرابطون بقيادة يوسف بن تاشفين سنة 1082 ، وقام ببناء القلعة القديمة بها المعروفة بـ برج المحال

#### العهد الزياني
صارت المدينة تابعة للدولة الزيانية بعد قيامها بالمغرب الأوسط سنة 1235، وقد ذكرت في كتاب العبر وديوان المبتدأ والخبر للمؤرخ ابن خلدون المعروف بتاريخ ابن خلدون تحت عنوان «الخبر عن انتزاء الزعيم ابن مكن ببلد مستغانم» حيث قال:

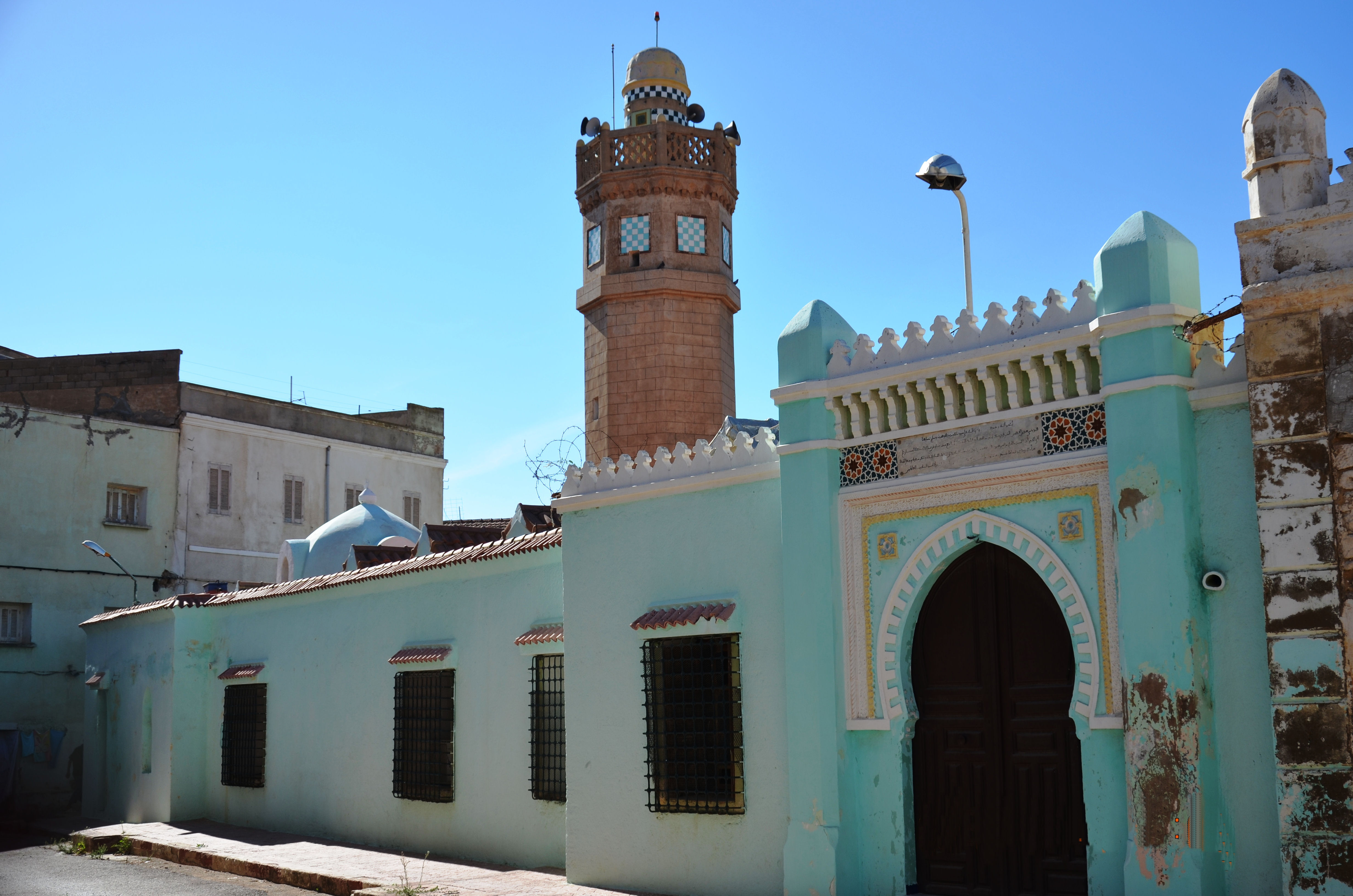
مسجد طبانة

| مستغانم | و كان يغمراسن بن زيان كثيراً ما يستعمل قرابته في الممالك ويوليهم على العمالات، وكان قد استوحش من يحيى بن مكن وابنه الزعيم وغرّبهما إلى الأندلس، فأجازا من هنالك إلى يعقوب بن عبد الحق سنة ثمانين وستمائة ولقياه بطنجة في إحدى حركات جهاده. وزحف يعقوب بن عبد الحق إلى تلمسان عامئذ وهما في جملته فأدركتهما النّعرة على قومهما وآثرا مفارقة السلطان إليهم، فأذن لهما في الانطلاق ولحقا بيغمراسن بن زيان حتى إذا كانت الواقعة عليه بخرزوزة سنة ثمانين كما قدمناه، وزحف بعدها إلى بلاد مغراوة وتجافى له ثابت بن منديل عن مليانة وانكفأ راجعاً إلى تلمسان، استعمل على ثغر مستغانم الزعيم بن يحيى بن مكن. فلما وصل إلى تلمسان انتقض عليه. ودعا إلى الخلاف ومالأ عدوه من مغراوة على المظاهرة عليه، فصمد إليه يغمراسن وحجزه بها حتى لاذ منه بالسلم على شرط الإجازة إلى العدوة، فعقد له وأجازه | مستغانم |

#### العهد المريني
صارت المدينة تحت حكم المرينين الأول ما بين (1337-1348) والثاني ما بين (1352-1359) بعد دخولهم تلمسان واستيلاءهم على المغرب الأوسط، وقام أبو الحسن المريني ببناء جامع المدينة سنة 1340.

#### العهد الزياني الثاني

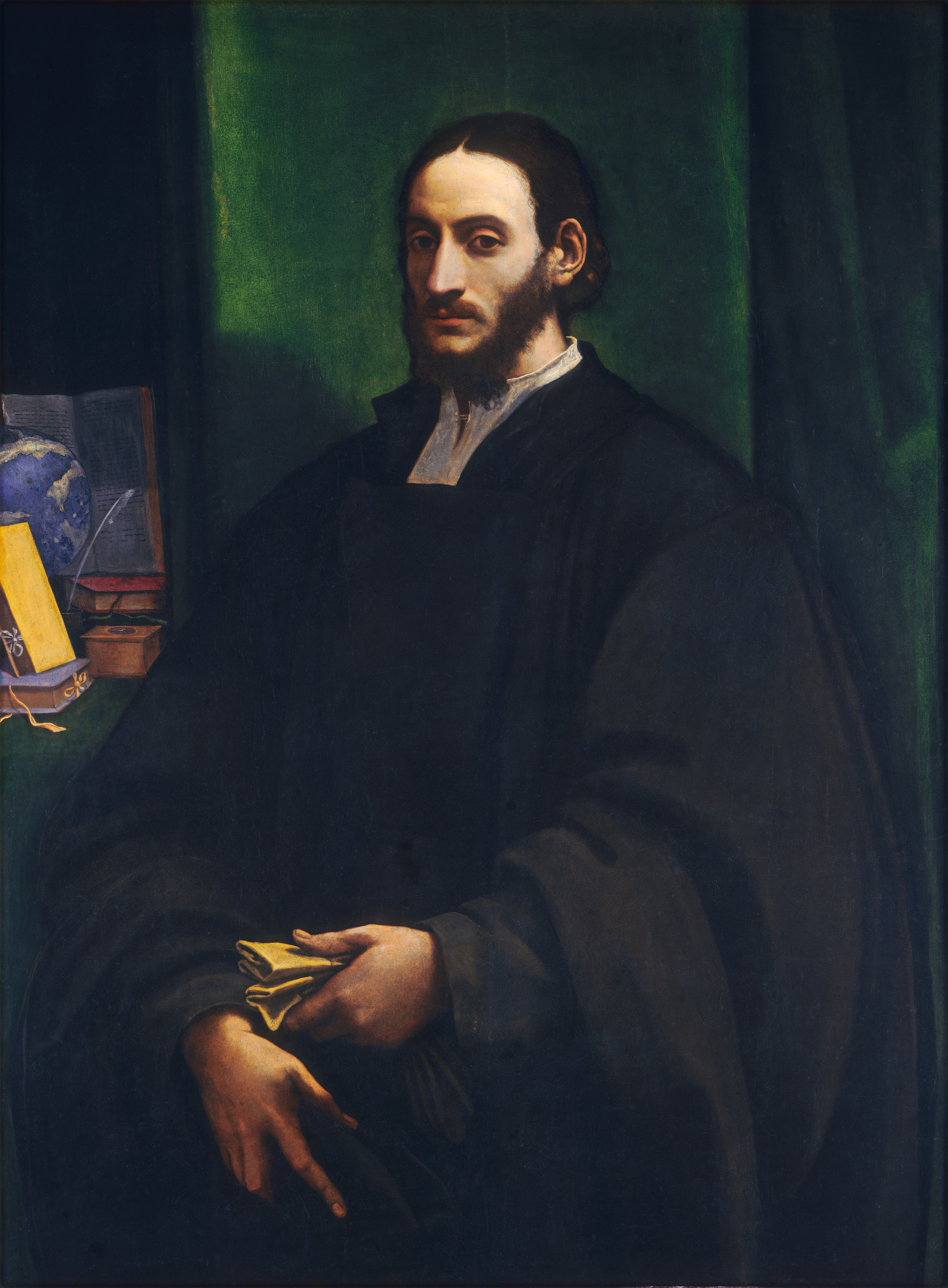
حسن الوزان

أثناء الفترة الثانية للحكم الزياني لمدينة مستغانم تم وصفها من قبل حسن الوزان والذي قال فيها:
| مستغانم | وهي مدينة بناها الأفارقة على البحر الابيض المتوسط على مسافة ثلاثة أميال شرقي المدينة السابقة على الجانب الآخر من النهر (٧٩). وقد كانت مدينة متحضرة للغاية وآهلة بالكثير من السكان في غابر الزمن. ولكن ما إن أخذت سلطة ملوك تلمسان في الضعف حتى أصبحت عرضة لمضايقات العرب ، ففقدت ثلث أهليها. ومع هذا لا تزال تضم قرابة ألف وخمسمائة أسرة ، ولها جامع جميل جدا. وفيها العديد من الصناع الذين ينسجون أقمشة الكتان. وبيوتها جميلة كما تكثر بها موارد المياه. ويجتاز البلدة نهر صغير يحرك طواحينها (٨٠). ويوجد في خارج المدينة الكثير من البساتين البديعة ، ولكن معظمها مهجور. والأراضي التي حولها جيدة للزراعة وخصيبة. ولها ميناء صغير تقصده أحيانا السفن الأوربية ، ولكن لا يعقد التجار فيها صفقات هامة لأن سكانها في فقر مدقع. | مستغانم |

##### الإحتلال الإسباني
وفي عام 1511، فرض الإسبان على سكان مستغانم معاهدة استسلام. ولمنع هذا الاحتلال، استولى العثمانيون على المدينة عام 1516-26. وبعد عدة سنوات من المقاومة، ناشد السكان خير الدين بربروسا الذي ألحقوا بمساعدته هزيمة خطيرة على الإسبان خلال معركة مزغران 1558. ثم مرت مستغانم تحت سيطرة العثمانيين، وقام خير الدين بتوسيعها وتحصينها. ثم أصبحت مستغانم منافسة لوهران الإسبانية، وشهدت أهميتها تتزايد وكانت مستغانم ترمز بعد تلمسان إلى إحدى أهم مدن بيليك الغربية.

#### العهد العثماني

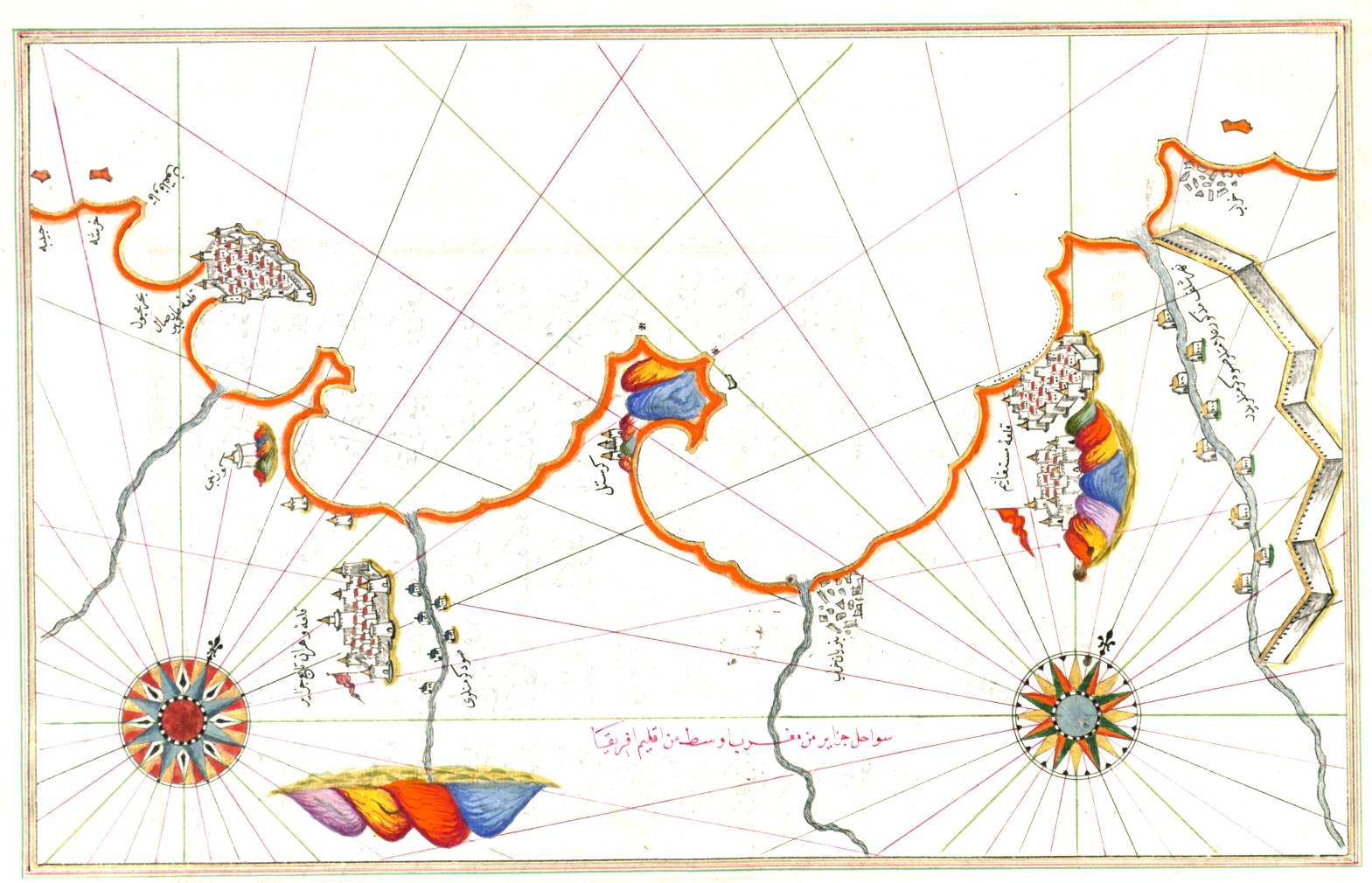
قلعة مستغانم على يمين الصورة

كانت مستغانم ومنطقتها موطنا للعديد من المغاربة المطرودين من إسبانيا، الذين بنوا العديد من الأحياء والقرى وأسسوا مزارع كبيرة، كما كانت التجارة مع إسبانيا (وقبل الأندلس) نشطة للغاية. وقد أعطى وصول هؤلاء الأندلسيين، الذين طردتهم حروب الاسترداد من إسبانيا، دفعة كبيرة للزراعة والحرف اليدوية والبناء  وأقام بها الباي بوشلاغم العديد من المنشآت العسكرية  للحفاظ على أمن المدينة.
كان جميع سكان المدينة تقريبًا من الحرفيين، إما الخراطة أو نساجين  كرس الغرناطيون أنفسهم لأعمال الحرير، لأنهم عثروا على كمية كبيرة من التوت الأبيض والأسود. كما يضم الميناء أيضًا تجارة ملاحية صغيرة.
وفي عام 1792، نقل العثمانيون جزءًا من سكان المدينة إلى وهران، التي أصبحت العاصمة الجديدة لغرب الجزائر بعد أن انتزعتها من الإسبان

## الديموغرافية

### التطور
حسب الإحصاء العام للسكان لسنة 2018، فإن عدد سكان بلدية مستغانم يقدر بـ 350٬245 نسمة.

### الهرم العمري للسكان
| 1882   | 1886   | 1896   | 1901    | 1906    | 1911    | 1921    | 1926    | 1931    | 1936 | 1948 |  | 12٬700 | 13٬800 | 17٬500 | 18٬100 | 22٬000 | 23٬200 | 27٬400 | 26٬400 | 28٬400 | 37٬000 | 53٬500 |
| 1954   | 1960   | 1966   | 1974    | 1977    | 1987    | 1998    | 2008    | 2018    |      |      |  |        |        |        |        |        |        |        |        |        |        |        |
| 60٬200 | 69٬000 | 75٬300 | 101٬800 | 101٬600 | 114٬000 | 125٬900 | 145٬696 | 350٬245 |      |      |  |        |        |        |        |        |        |        |        |        |        |        |

| ذكور | فئة عمرية     | إناث  |
| ---- | ------------- | ----- |
| 0٫32 | 80 سنة وأكثر  | 0٫57  |
| 1٫17 | 70 إلى 79 سنة | 1٫58  |
| 2٫04 | 60 إلى 69 سنة | 2٫36  |
| 4٫23 | 50 إلى 59 سنة | 4٫17  |
| 6٫05 | 40 إلى 49 سنة | 6٫26  |
| 7٫39 | 30 إلى 39 سنة | 7٫81  |
| 9٫80 | 20 إلى 29 سنة | 10٫17 |
| 9٫24 | 10 إلى 19 سنة | 9٫10  |
| 9٫00 | 0 إلى 9 سنوات | 8٫71  |
| 0٫01 | غير معروف     | 0٫02  |

| ذكور  | فئة عمرية     | إناث  |
| ----- | ------------- | ----- |
| 0٫29  | 80 سنة وأكثر  | 0٫38  |
| 1٫09  | 70 إلى 79 سنة | 1٫25  |
| 1٫91  | 60 إلى 69 سنة | 1٫96  |
| 3٫6   | 50 إلى 59 سنة | 3٫4   |
| 5٫35  | 40 إلى 49 سنة | 5٫29  |
| 7٫32  | 30 إلى 39 سنة | 7٫41  |
| 11٫08 | 20 إلى 29 سنة | 11٫04 |
| 10٫23 | 10 إلى 19 سنة | 10٫02 |
| 9٫31  | 0 إلى 9 سنوات | 9٫03  |
| 0٫01  | غير معروف     | 0٫02  |

## الإقتصاد

### السياحة
تُسجّل مدينة مستغانم الساحلية، كل عام عدد مرتفع من السياح[كم المقدار؟].
لا تزال بعض من شواطئها العذراء والشاسعة غير مستغلة وسط مناظر طبيعية جميلة، كما تتمتع بمساحات كبيرة شرقا على طول جبل الظهرة والمنحدرات والغابات الساحلية إضافة إلى منطقة خصبة (المقطع) التي تستضيف العديد من أنواع الطيور المهاجرة في فصل الشتاء.[بحاجة لمصدر]

## التراث

### التصوف
وأصبحت من أكبر حواضر المغرب العربي. وقد أفرد القاضي عبد الله حشلاف بابا خاصا لتاريخ مدينة مستغانم وأشرافها عبر التاريخ من خلال كتابه المتداول سلسلة الأصول في شجرة أبناء الرسول ذكر فيه قدم المدينة وإمكانية وجودها قبل الإسلام وتطرق المؤرخين لها. كما تشتهر مستغانم بجمع من الصلحاء والعلماء الذين ولدوا بها أو عاشوا بارضها أو كانت مقرا لاضرحتهم وقد ذكر بعضهم العالم العابد سي بن حواء التوجيني المستغانمي الذي دفن بمستغانم وسميت عليه المقبرة التي بها مدفنه وكان ذلك في قصيدة سماها سبيكة العقيان رد فيها عمن يزعمون بجهل سكانها وفسقهم.والحديث عن الأولياء الصالحين لا نستطيع حصره ولكن ما لا يُدرك كله لا يُترك جله فمنهم ابن شاعة الزروالي تلميذ سيدي أحمد بن يوسف الراشدي ثم الملياني والشيخ بلقاسم بوعسرية المدعو بن صابر كما في كعبة الطائفين وهو دفين بلدة مزغران والشاعر الأكحل بن خلوف شاعر الحضرة النبوية المغراوي والمؤرخ لمعركة مزغران ضد الإسبان وسيدي عبد الله بن خطاب دفين المطمر وأبناؤه كسيدي يوسف بن ذهيبة وسيدي الشارف وسيدي العجال وسيدي العربي بلطرش وسيدي عدة الحاج بالسوافلية وسيدي يوسف دفين المطمر وسيدي الشريف جد شرفاء عين بودينار وسيدي اعفيف وابنه سيدي امحمد جد السمارة وسيدي اسعيد الراشدي وسيدي امصابيح بالصفصاف والقائمة طويلة.[بحاجة لمصدر]
وبها أيضا زوايا ذاعت واشتهرت كالزاوية السنوسية التكوكية بالعرعار قرب أولاد شافع وزاوية سيدي حمو الشيخ البوزيدي وحفيده القائم عليها الشيخ عبد القادر بن طه المكنى دحاح والزاوية العلاوية للشيخ مصطفى بن عليوة وزاوية سيدي قدور بن سليمان وزاوية الشيخ بالاحول القادرية قرب وادي الخير .[بحاجة لمصدر]

### اللباس
قامت وزارة الثقافة بالولاية بجرد للأزياء التقليدية المحلية. يشمل هذا المخزون الملابس الاحتفالية النسائية: البلوزات (التي تسمى الزعيم، جوهر، عقيق ومنسودج)، الفريملا، الكاراكو، الجابادولي والشدة المستغانمية (سلطاني وفرتاسي)، بالإضافة إلى الحايك؛
الملابس الرجالية: العباءة والجلابة والسروال العربي والبرنوس والطربوش والعمامة بأنواعها

### الموسيقى
مستغانم مفتوحة للعديد من الأنواع الموسيقية الجزائرية. تستضيف الموسيقى العربية الأندلسية  والحوزي والشعبي يتميز التقليد الموسيقي للمدينة أيضًا بموسيقى الزرنا، وهي موسيقى تراثية ذات أصل عسكري تركي ترتكز على تقاليد المدينة ومنطقتها
يتم الاحتفال تقريبًا بأغلبية حفلات الزفاف وليالي الزفاف والتعميد والاحتفالات العائلية على أنغام هذه الأداة. كما يمارس أتباع عيساوة وعلاوة الموسيقى الشعبية للعيساوة. المداحات هي أغنية مقدسة تمثل الفلكلور النسائي لامرأة مدينة مستغانم وتمارس خلال الاحتفالات العائلية الكبرى

### حكايات شعبية
حسب المعتقدات المحلية فإن مستغانم محمية من الكوارث بواسطة سبعة حراس، منهم ثلاثة حراس البحر: سيدي المجدوب شمال المدينة، وسيدي معزوز عند الميناء وسيدي خرشوش جنوبا، وهم حماة مستغانم بواسطة البحر ويحميه أيضًا حراس الأرض الأربعة:
1. سيدي الأخضر[27] حارس الظهرة،
2. سيدي بن ذهيبة حارس المجاهر ،
3. سيدي بلقاسم حارس جبالة
4. سيدي سعيد: شفيع المدينة.

يوجد في وسط المدينة ضريح شفيع مدينة سيدي سعيد. وكان قريباً جداً من سيدي عبد الله. كان هذان الشخصان المقدسان صديقين خلال حياتهما وأقسما أنه لن يفصلهما شيء، بين ضريحيهما فجوة غير صالحة للاستعمال وعديمة الوظيفة. وكان رجال الأعمال المستعمرون قد حاولوا بناء مبانٍ بين أضرحتهم، الأمر الذي انتهى بانهيارات مأساوية. وبحسب المعتقدات المحلية، فإن المسافة بين الضريحين تتيح للقديسين "رؤية بعضهم البعض" إلى الغرب من المدينة في مزغران يوجد سيدي بلقاسم حيث تقام جميع أعراس مستغانم.

## الرياضة
تعد مدينة مستغانم المعقل الرئيسي لنادين عريقين هما ترجي مستغانم  و وداد مستغانم  اللذان نشطا في القسم الأول من الدوري الجزائر كما يتمتع بشعبية كبيرة في الأواسط الشعبية المستغانمية

## أعلام
- إذاعة مستغانم
- البث الحي

## معالم الأثرية والتاريخية
- منارة حي البلاطو البحري
- أنفاق المدينة
- مسجد مول النخلة حي قادوس المداحين
- مسجد سيدي علال أمحمد بحي السويقة التحتانية
- مسجد سيدي يحي بحي الدرب
- قصر الباي محمد الكبير
- ضريح الباي بوشلاغم
- حي الدرب
- حي الطبانة
- حي المطمر
- حي تيجديت
- دار القايد ودار القاضي
- برج المهال
- المسجد الكبير القديم

|
- الأبواب 5 القديمة
- أسوار المدينة الأثرية
- البرج الشرقي
- باب العرصة
- الحدائق والأشجار
- منابع المياه بعين تادلس والسور وعين بو دينار
- آثار مدينة صور العتيقة
- برج الاتصال القديم بأولاد بوراس
- مغارات السور

|
- مدينة كيزة الفينيقية بسيدي بلعطار
- مغارة ماسرى
- العامود التذكاري مزغران
- آثار مزغران
- الحمام المعدني عين النويصي
- مرسى الحجاج الروماني
- موقع ما قبل التاريخ بأولاد أرياح
- منارة عبد المالك رمضان
- قبب الأولياء الصالحين داخل المدينة وضواحيها
- المتحف الولائي للمجاهد بمستغانم.[30]

## معرض الصور
- مسجد البدر
- فنتازيا مستغانم
- منظر شامل
- مدرسة الفنون الجميلة
- دار القايد
- المعهد الفلاحي سابقا
- باب العرصة
- المسرح الجهوي
- موستالند
- ملعب مستغانم الرائد فراج
- واد عين الصفراء
- المتحف الولائي للمجاهد بمستغانم
- نادي الفنانين للمسرح الجهوي جيلالي بن عبد الحليم بمستغانم
- ضريح الولي الصالح سيدي سعيد بمدينة مستغانم
- ساحة المقاومة - مستغانم

## شخصيّات من مستغانم
- محمد بن علي السنوسي مؤسس الحركة السنوسية في ليبيا، و جدّ ملكها إدريس السنوسي.
- الصوفي الشهير أحمد بن مصطفى العلاوي: من مواليد 1868 وهو يعتبر من أكبر روّاد الحركات الصوفية في القرن العشرين وله زاوية في المدينة.[بحاجة لمصدر]
- الإمام الطاهر بن شهيدة: من مواليد 1905[بحاجة لمصدر]
- الحاج قدور أبو بكر الرياحي الفقيه والنحوي ورئيس المجلس العلمي للشؤون الدينية من مواليد 1928[بحاجة لمصدر]
- المفتي قارة بن مصطفى دفين زاوية سيدي قدور بن سليمان.[بحاجة لمصدر]
- الشيخ محمد الحبيب البوزيدي شيخ العلاوي.[بحاجة لمصدر]
- الشيخ الجيلالي بلمهدي إمام مفتي من مواليد 1936.[بحاجة لمصدر]
- المسرحيّ الشّهير ولد عبد الرّحمن عبد القادر المعروف بكاكي (1934-1995م).
- المؤلّف وكاتب الكلمات الشاعر مجدد قاده من مواليد 1954.
- الرّسّامين محمد خدة (1930-1991م) وعبد الله بن عنتر (مولود عام 1931م) وبنرياتي لعرج (1917-2002م).[بحاجة لمصدر]
- الكاتب حبيب تنقور المولود عام 1947م والشيخ الفقيه محمد بوقصة (1909-1987).[بحاجة لمصدر]
- الشاب عسال عابد المولود عام 1998م .[بحاجة لمصدر]
- لاعب و مدرب المنتخب الجزائري لكرة القدم جمال بالماضي[31]

## وصلات خارجية
- موقع ولاية مستغانم
- جامعة مستغانم.
- إذاعة مستغانم
- مديرية التجارة لولاية مستغانم
- (بالفرنسية) مستغانم اليوم
- (بالفرنسية) مستغانم
- (بالفرنسية) مستغانم، مدينة فن وثقافة